# Holger Schulz
Holger Schulz (* 1954 in Groß-Gerau) ist ein deutscher Zoologe.

## Leben und Werk
Holger Schulz, aufgewachsen in Groß-Gerau als Sohn eines Lehrers, studierte Diplom-Biologie an der Universität Hohenheim und promovierte 1985 an der Technischen Universität Braunschweig mit einer von Otto von Frisch betreuten Dissertation über die Biologie der Zwergtrappe. Nach Forschungstätigkeit am Naturhistorischen Museum Braunschweig übernahm er 1989 die Leitung des saudi-arabischen Instituts für Wildtierforschung in Taif (National Wildlife Research Center Taif). 1992 wurde er Gründungsdirektor des Instituts für Wiesen und Feuchtgebiete (Michael Otto Institut) des NABU. Ab 2000 arbeitete er als selbständiger Autor, Journalist und Tierfilmer und leitete das schweizerische Vogelschutzprojekt SOS Storch. Seine zahlreichen Bücher beschäftigen sich vor allem mit der Ökologie und dem Schutz von Zugvögeln, besonders dem Weißstorch.
Holger Schulz lebt im schleswig-holsteinischen Storchendorf Bergenhusen.

## Schriften (Auswahl)
- Grundlagenforschung zur Biologie der Zwergtrappe Tetrax tetrax. Hrsg. vom Naturhistorischen Museum Braunschweig. Braunschweig 1985.
- Weißstorchzug – Ökologie, Gefährdung und Schutz des Weißstorchs in Afrika und Nahost. Verlag Josef Margraf, Weikersheim 1988, ISBN 3-8236-1141-0.
- Der Weißstorch. Lebensweise und Schutz. Mit Illustrationen von Manuela Hutschenreiter und einem Vorwort von Heinz Sielmann. Weltbild-Verlag, Augsburg 1993, ISBN 978-3-89440-089-7.
- (als Hrsg.) Weißstorch im Aufwind? / White storks on the up? NABU, Bonn 1999, ISBN 3-925815-00-7.
- (zusammen mit Kai-Michael Thomsen und Krista Dziewiaty) Zukunftsprogramm Weißstorch. Aktionsplan zum Schutze des Weißstorchs in Deutschland. Hrsg. vom NABU Institut für Vogelschutz. NABU, Bonn 2001.
- Inseln und Halligen im schleswig-holsteinischen Wattenmeer. Husum-Druck- und Verlagsgesellschaft, Husum 2008, ISBN 978-3-89876-422-3.
- (zusammen mit Gerhard Launer) Weltnaturerbe Wattenmeer. Eine Luftbildreise. Ellert & Richter, Hamburg 2010, ISBN 978-3-8319-0413-6.
- Boten des Wandels. Den Störchen auf der Spur. Rowohlt Taschenbuch Verlag, Reinbek bei Hamburg 2019, ISBN 978-3-499-63370-6.